# La Guardia Imperial
La Guardia Imperial (Garde Impériale en Français) est le principal groupe ultra du Racing Club de Avellaneda. Ils sont aussi connus sous le surnom de Le numéro un. Le Racing Club est le seul club de football professionnel d'Avellaneda et compte plusieurs associations de supporters. Son titre de champion de Argentine, ses victoires en Coupe Libertadores et en Coupe Intercontinentale lui confèrent une notoriété internationale.
Cependant, il en a d'autres, comme «la barre du 95» et les «Racing Stones».

## Histoire
Ils ont été fondés en 1958. En 1967, ce groupe de supporters a rempli le stade Président Perón situé à Avellaneda lors d'un match contre le Celtic FC pour la Coupe Intercontinentale.
Durant les jours sombres de l'équipe de football, les supporters ont joué un rôle fondamental pour éviter la faillite. Le 7 mars 1999, après qu'un juge ait déclaré que les actifs du club n'existaient pas, les supporters du Racing se sont rassemblés au stade en signe de protestation,,,. La même année, ils construisent un centre d'entraînement pour les jeunes footballeurs qui évoluaient dans les marais  et empêchent la vente aux enchères d'un site du Racing, en lutte contre les forces de police argentines,.
Sous la pression de ce groupe, une loi a été promulguée en Argentine qui permettait aux équipes de football de se tourner vers SA en cas de faillite,.
En 2008, après le mécontentement face à la direction du Racing Club, les supporters ont fait pression sur la justice pour qu'elle redevienne une association civile.

## Caractéristiques
Comme les autres supporters argentins, les supporters du Racing Club possèdent de nombreux drapeaux. Deux drapeaux ont été lancés en 1997 et 2010 et étaient considérés comme les plus grands du monde,. De même, ils ont eu de nombreuses convocations et mobilisations pour suivre le Racing Club.
Leurs rivaux sont les membres de «la barra del Rojo» du Club Atlético Independiente. Mais ils l'ont aussi avec "la 12" de Boca Juniors et "Los Borrachos del Tablón" de River Plate.